# 艾利希氏體症
艾利希氏體症是由埃利希氏體屬细菌引起的蜱蟲媒介感染。常见症状包括发烧、头痛和疲倦。超过半数的儿童会出现皮疹，但只有不到三分之一的成年人会出现皮疹。发病时间为接触后 5 至 14 天。并发症可能包括脑膜炎、呼吸衰竭、肾衰竭或肝衰竭。
这种疾病主要通过两种蜱虫传播：孤星蜱和黑腿蜱。不過，極少數情況下也可能透過輸血傳染。罹患严重疾病的风险包括免疫系统较弱和年龄较大。 PCR或血清学检测可能有助于诊断。
对所有年龄段人群的治疗通常都使用强力霉素。當懷疑患病時應使用此藥，但並不建議僅因被蜱蟲叮咬就預防性使用。经过治疗，大多数患者的病情在 48 小时内会有所好转，并且尚未发现耐药现象。对于其中一种类型，查菲埃立克體，一半的病例需要住院治疗。约有 1% 的患者死亡。
在美国，每年每百万人口中约有 3.2 人患艾利希氏體症（约 2,000 例） 。它是继莱姆病之后第二常见的蜱传傳染病。此病主要在夏季於美國中西部和東部地區發生。男性比女性更容易受到影响。该疾病于 1986 年首次发现。由于气候变化，这种疾病变得越来越普遍。